# Eduardo Bastar Zozaya
Eduardo Rosario Bastar Zozaya (n. Teapa, Tabasco, 1841 - Paraíso, Tabasco, 10 de diciembre de 1867) fue un militar tabasqueño, nació en la villa de Teapa, en el estado mexicano de Tabasco en 1841. De filiación liberal, tuvo una destacada participación durante la Intervención francesa en Tabasco, actuando en defensa de la patria. Al igual que su hermano, el capitán José María Bastar Zozaya participó en la Toma de San Juan Bautista llamada también Batalla del 27 de febrero de 1864 en la que el ejército tabasqueño logró expulsar a los invasores franceses de la capital del estado.

## Lucha contra la intervención francesa
Inicialmente, se enlistó en las "fuerzas irregulares" del estado de Tabasco, alcanzando el grado de teniente coronel en el Ejército Nacional actuando en la defensa de la causa liberal y de la patria, durante la Intervención francesa en Tabasco. Al igual que su hermano, el capitán José María Bastar Zozaya participó y fue herido en la Toma de San Juan Bautista que se desarrolló en la capital del estado desde el 2 de diciembre de 1863, hasta el 27 de febrero de 1864 en que fueron expulsados los invasores franceses. 

## Sublevación y muerte
Posteriormente, inconforme con la reelección del gobernador Felipe J. Serra, se levantó en armas el 10 de noviembre de 1867. Operó en Tacotalpa, Jalapa, Astapa, Frontera y Paraíso, donde se le unieron los coroneles Regino Hernández Llergo y Faustino Morales.
Fue derrotado por el coronel Encarnación Sibaja en la ciudad de Paraíso el 10 de diciembre de 1867 y al intentar regresar a la ciudad de Teapa fue acribillado a balazos por el capitán Juan Morales.
Su nombre está escrito en el "Muro de Honor del estado de Tabasco" ubicado en la ciudad de Villahermosa, y varias calles de ciudades tabasqueñas llevan su nombre o la denominación "Hermanos Bastar Zozaya"